# Mouton (film, 2013)
Pour les articles homonymes, voir Mouton (homonymie).
Pour plus de détails, voir Fiche technique et Distribution.
Mouton est un drame français réalisé par Marianne Pistone et Gilles Deroo, sorti en festivals en 2013 puis dans les salles françaises en 2014.
Il a été primé au Festival international du film de Locarno 2013.

## Synopsis
Aurélien Bouvier, dit « Mouton », est un jeune un peu simple qui n'a pour seule famille qu'une poignée d'amis. Il travaille comme cuisinier dans un restaurant de bord de mer, à Courseulles. Un soir de Fête de la Sainte Anne, un homme l'agresse sans raison en lui tronçonnant le bras.
Le film s'ouvre alors sur une seconde partie, où l'on suit le quotidien des amis de Mouton après ce drame.

## Fiche technique
- Titre : Mouton
- Scénario et réalisation : Marianne Pistone, Gilles Deroo
- Photographie et montage : Marianne Pistone, Gilles Deroo
- Images : Éric Alirol
- Production : Boule de suif Production
- Distribution : Shellac Distribution
- Pays d'origine :  France
- Durée : 100 minutes
- Format :  couleur - DCP
- Genre : drame
- Dates de sortie : 11 juin 2014 en salles en France (2013 en festivals)

## Distribution
- Le film est interprété par des acteurs non-professionnels.
- L'unique rôle de David Mérabet avant Mouton est un film expérimental de Samer Najari, Nous irons à la plage, tu feras une sieste, je compterai les nuages (2002)[1]. Il y joue déjà le personnage de Mouton.

## Distinctions
- 2013 : Meilleur Premier Film et Prix Spécial du Jury Cinéastes du Présent au 66e Festival international du film de Locarno
- 2014 : Prix de la Critique au Festival international du cinéma d'auteur de Barcelone
- 2014 : Prix Universitaire Culturgest au Festival international du cinéma indépendant IndieLisboa de Lisbonne
- 15 nominations dans des festivals internationaux entre 2013 et 2014[2]